# Hypsiprymnodontidae
Los hipsiprimnodóntidos (Hypsiprymnodontidae) son una familia de marsupiales diprotodontos del suborden Macropodiformes.

## Clasificación
- Hypsiprymnodontinae Collet, 1887
  - Género Hypsiprymnodon Ramsay, 1876
- Propleopinae Archer & Flannery, 1985
  - Género Ekaltadeta † Archer & Flannery, 1985
  - Género Jackmahoneya † Ride, 1993
  - Género Propleopus † Longman, 1924